# Pépé Roger Sagno
Pour les articles homonymes, voir Sagno (homonymie).
Pépé Roger Sagno, né le 21 décembre 1966 à Nzérékoré en république de Guinée, est un militaire et homme politique guinéen. Il est général de brigade deuxième section.
Depuis janvier 2022, il est conseiller au sein du Conseil national de la transition (CNT) dirigé par Dansa Kourouma.

## Biographie
Pépé Roger Sagno est nommé le 30 décembre 2010 commandant adjoint du bataillon spécial de Conakry Camp Alpha Yaya Diallo.
Le 22 janvier 2022, il est nommé par décret membre du Conseil national de la transition guinéen en tant que représentant des Forces de défense et de sécurité. Il est le chef de délégation des conseillers nationaux lors des consultations nationales sur l’axe Macenta, Nzérékoré et Yomou.